# Saint-Médard-d'Excideuil
Saint-Médard-d'Excideuil è un comune francese di 589 abitanti situato nel dipartimento della Dordogna nella regione della Nuova Aquitania.

## Società

### Evoluzione demografica
Abitanti censiti